# Olne
Olne är en kommun i Belgien.   Den ligger i provinsen Liège och regionen Vallonien, i den östra delen av landet, 100 km öster om huvudstaden Bryssel. Antalet invånare är 3 817.
Omgivningarna runt Olne är en mosaik av jordbruksmark och naturlig växtlighet. Runt Olne är det tätbefolkat, med 319 invånare per kvadratkilometer.